# Harklowa (województwo podkarpackie)
Harklowa – wieś w Polsce położona w województwie podkarpackim, w powiecie jasielskim, w gminie Skołyszyn.
W latach 1975–1998 miejscowość administracyjnie należała do województwa krośnieńskiego.
Od 1861 w Harklowej istnieje kopalnia ropy naftowej.
Miejscowość jest siedzibą parafii rzymskokatolickiej św. Doroty z kościołem z XIX wieku, należącej do dekanatu Dębowiec w diecezji rzeszowskiej.
W Harklowej urodziła się i mieszkała polska superstulatka – Aleksandra Dranka (1903–2014).
9 maja 2013 minęło 650 lat od lokacji wsi przez króla Kazimierza Wielkiego.

## Położenie geograficzne
Harklowa leży w południowo-wschodniej Polsce na pograniczu Obniżenia Gorlickigo i Pogórza Jasielskiego na Pogórzu Karpackim.
Wieś graniczy ze wschodu z Osobnicą, z zachodu z Głęboką i Kunową, od południa z Pagorzyną, od północy z Pustą Wolą, Przysiekami i Sławęcinem poprzez rzekę Ropę. Wieś ma dogodne połączenia drogowe z sąsiednimi miejscowościami. W centrum wsi krzyżują się drogi powiatowe: nr 1863R relacji Skołyszyn – Harklowa - granica województwa - Lipinki, która łączy Harklową z drogą krajową nr 28 i linią kolejową nr 108 ze stacją w Skołyszynie; nr 1865R Harklowa – Kunowa; nr 1866R Harklowa - granica województwa - Pagorzyna i nr 1867R Harklowa – Osobnica. Do najbliższych miast: Jasła (województwo podkarpackie) jest stąd 16 km, a do Biecza (województwo małopolskie) 10 km. Powierzchnia wsi wynosi 992,1 ha.

## Pochodzenie nazwy
Nazwa wsi jest nazwą kulturową. Na przestrzeni wieków przybierała różne formy. I tak w 1365 pojawia się nazwa Hartlowa Wola; w 1383 Hartlova; w 1629 Herthowa; od 1882 przybiera nazwę Harklowa albo Hartlowa.

## Części wsi
| SIMC    | Nazwa        | Rodzaj    |
| ------- | ------------ | --------- |
| 0359971 | Dół          | część wsi |
| 0359988 | Garncarzówka | część wsi |
| 0359994 | Podlas       | część wsi |
| 0360000 | Pola         | część wsi |
| 0360017 | Raciochy     | część wsi |
| 0360023 | Za Lasem     | część wsi |

## Historia
Wieś Harklową, zwaną dawniej Hartlową Wolą, założył król Kazimierz Wielki. Dokumentem wydanym w Dębowcu 9 maja 1363 roku ustanowił sołtystwo we wsi Harklowa i przeniósł ją z prawa polskiego na prawo niemieckie. Odtąd Harklowa należała do dóbr królewskich aż do pierwszego rozbioru Polski w 1772 roku. Na sołtysa król powołał Mikołaja Czocznera. W dokumencie lokacyjnym przeznacza król 6 łanów wolnych i 4 łany uprawne dla sołtysa, 1 dla kościoła, który ma być wybudowany, a 1 na wspólne pastwiska. Pozwala dalej król wybudować jedną karczmę wolną i na wieczne czasy nie wolno będzie budować nikomu drugiej karczmy; jeden wolny młyn na rzece Ropie wśród granic tej wsi, a to w miejscu, gdzie oba brzegi rzeki będą w granicach Harklowej. Mógł założyć tyle stawów, ile sam chciał. Miał pobierać trzeci grosz ze sądu od każdej sprawy sądowej, 6. grosz z czynszu, 6. miarę owsa czynszowego i daniny, tzw. gody. Miał to pobierać sołtys i jego następcy dwa razy do roku, a nie dwór królewski ani król. Daje król sołtysowi prawo do pozwalania osadzania się tamże zagrodników i komorników, a to dla użytku sołtysa według jego woli. Wszyscy kmiecie osiadli w Harklowej mieli odrabiać rocznie po 5 dni tzw. tłoków, a temu nie mogli się sprzeciwiać dzierżawcy. Król znosi wszystkie prawa polskie; kmieci miał sądzić sołtys, a sołtysa król według prawa niemieckiego. Sołtys miał zupełną władzę sądzenia w sprawach cywilnych i karnych. Miał również prawo sprzedać sołtystwo. W 1383 roku Jakusz z Kunowej w obecności wójta z Biecza odstąpił swoje sołtystwo w Harklowej synowi swojemu Klemensowi. Z kolei w 1399 roku Klemens sprzedał sołectwo szlachcicowi Wojtkowi ze Skołyszyna. Od 1460 roku wieś znajduje się w posiadaniu Jana Radwana z Kunowej i jego spadkobierców. Długosz pisze o Harklowej, zwanej przez niego Hartlową, że miała kościół parafialny, należała do króla Polski, że były w niej łany kmiece, młyn mający szerokie pola, z których płacono dzierżawę snopową kanonikowi czwartej prebendy św. Floriana w Krakowie, a wartość jej była wymieniana na czwartą część grzywny. W 1535 roku sołectwo wykupił Stanisław Winiarski, potem przechodzi w ręce kasztelana bieckiego Seweryna Bonera. W 1545 roku jako dziedzic większych dóbr z Harklową występuje abp gnieźnieński i bp krakowski Piotr Gamrat. Od niego sołectwo otrzymuje Zofia Ocieska, którą następnie daruje je Janowi Ocieskiemu. W roku 1581 Harklowa należała do starostwa bieckiego i było w niej 11 łanów kmiecych, czterech komorników z bydłem i czterech bez bydła, jeden łan sołtysi, do karczmy należało 1 1/2 łana. W wykazie podatkowym z 1680 roku wieś liczy 5 łanów kmiecych, 3 komorników z bydłem, 4 komorników bez bydła i 1 łan sołtysi.
Za czasów austriackich sprzedawano królewszczyzny i Harklową nabył starosta biecki Wilhelm Siemieński. W roku 1858 odziedziczyła Harklową z wójtostwem po hr. Konstantym Siemieńskim na mocy testamentu oraz na skutek oświadczenia Wilhelma hr. Siemieńskiego z 27 sierpnia 1868 roku – Seweryna z hr. Siemieńskich hr. Kolawrath. Seweryna Siemieńska 13 czerwca 1870 roku sprzedała wieś Wandzie z Dobrzańskich Wittig. Po niej - 24 marca 1895 roku odziedziczył Harklową dr Witold Wittig. Do połowy XX wieku dobra dworskie w Harklowej pozostawały w posiadaniu Wittigów. W pierwszych latach XX wieku wieś miała powierzchnię 991 ha (815 ha obszar włościański i 176 ha dworski) i liczyła 1020 mieszkańców.
9 września 1943 roku kopalnię nafty opanowała grupa wypadowa Gwardii Ludowej niszcząc pasy transmisyjne i urządzenia techniczne. W czerwcu 1943 roku partyzanci Armii Ludowej spalili w kopalni "Harklowa" duży zbiornik ropy (70 ton).
W 1974 roku w centrum wsi odsłonięto pomnik partyzantów polskich i radzieckich.
W 1977 roku wieś została odznaczona Orderem Krzyża Grunwaldu III klasy za zasługi w walce z okupantem hitlerowskim

## Demografia
Na koniec 2015 roku w Harklowej mieszkało 1606 osób, co plasuje ją na 3. miejscu w gminie Skołyszyn pod względem liczby ludności po Święcanach i Skołyszynie. Średnia gęstość zaludnienia wynosi 164 osoby/km². Najwyższą liczbę mieszkańców w historii miała Harklowa na koniec 2000 roku i wynosiła ona 1631 osób. Według danych na koniec 2012 roku na ogólną liczbę 1621 mieszkańców było 819 kobiet i 802 mężczyzn; 1316 osób dorosłych i 305 osób poniżej 18 roku życia oraz 297 mieszkańców w wieku emerytalnym. Po szybkim wzroście liczby ludności po drugiej wojnie światowej w ostatnich latach nastąpiła stabilizacja na poziome 1620 osób.

- Wykres liczby ludności w Harklowej na przestrzeni lat (do uzupełnienia)[12][13][14][15]:

## Oświata i kultura
Początki szkolnictwa w Harklowej sięgają końca XVI wieku. Przy kościele istniała wtedy szkółka parafialna gdzie nauczano głównie religii. W późniejszym okresie nie ma wzmianki o szkole. Pierwszą szkołę podstawową zbudowano w Harklowej w 1881 roku z inicjatywy proboszcza i właściciela wsi i miała jednego nauczyciela. W niedługim czasie okazała się za mała i wynajmowano dodatkowe sale. W 1899 roku w szkole uczyło się 236 uczniów. W okresie międzywojennym już w wolnej Polsce przystąpiono do budowy nowej szkoły. Powstała ona w latach 1924–28 na ośmiomorgowej działce ofiarowanej przez Rudolfa Wittinga ówczesnego właściciela wsi. Miała wtedy dwóch nauczycieli. Następną nową szkołę w Harklowej wzniesiono jako pomnik tysiąclecia Polski. Oddano ją do użytku 24 czerwca 1961 roku. Szkoła imienia Bojowników o Wolność i Demokrację posiadała 6 izb lekcyjnych 2 pracownie i 6 izb mieszkalnych, a jej kierownikiem był Jan Ulanecki. W dniu 12 czerwca 1994 roku w ramach obchodów 200-lecia Insurekcji Kościuszkowskiej nadano szkole imię Tadeusza Kościuszki. Na przełomie XX i XXI wieku przeprowadzono liczne prace renowacyjne w tym elewację budynku.
| wykształcenie dane z Narodowego Spisu Powszechnego z 2002 roku |      |            |          |         |        |
|                                                                | brak | podstawowe | zawodowe | średnie | wyższe |
| osób                                                           | 22   | 503        | 356      | 371     | 67     |
| kobiet                                                         | 13   | 293        | 115      | 228     | 38     |
| mężczyzn                                                       | 9    | 210        | 241      | 143     | 29     |

- Ludność w wieku 13 lat i więcej według płci i poziomu wykształcenia w Harklowej w 2002 roku[18]:

 Przemysł i infrastruktura społeczna – galeria 

Szkoła podstawowa
Ośrodek zdrowia
Biblioteka (dawna szkoła podstawowa)
Dom ludowy
OSP
Na kopalni

## Kopalnictwo naftowe
Ślady ropy naftowej odkryto w Harklowej w 1861. W 1863 wykonano ręcznie pierwsze szyby naftowe. Takie były początki powstania kopalni. Wydobyciem ropy zainteresował się po 1865 Prosper Zborowski, dziedzic pobliskiego Skołyszyna, a prace wydobywcze kontynuowała zawiązana w 1871  z jego udziałem Spółka Harklowska. Przedsiębiorstwo posiadało wtedy 8 szybów kopanych o głębokościach od 19 do 55 m na 34 ha gruntów. W kolejnych latach następuje dalszy jego rozwój. W 1874 spółka ma 24 szyby, zatrudnia 30 robotników i wydobywa 450 ton ropy. Z kolei w 1881 działają 33 szyby w tym 31 wiercone na 87 ha i zatrudnieniu 56 pracowników. Pojawia się wiele innych podmiotów zajmujących się poszukiwaniem ropy. W 1889 wybudowano 5-kilometrowy rurociąg z kopalni do stacji kolejowej w Skołyszynie, skąd koleją przewożono ropę do nowej rafinerii w Jaśle. Na początku XX wieku Spółka Harklowska wydobywa rocznie około 600 ton mając 120 szybów i działają jeszcze między innymi Galicyjskie Gwarectwo Naftowe Harklowa z 39 szybami i wydobyciem 529 ton, Galicyjskie Przedsiębiorstwo Naftowe – 25 szybów, produkcja 62 tony i Niemiecko Galicyjskie Akcyjne Towarzystwo Naftowe w Berlinie. Od 1901 datuje się rozpoczęcie wierceń bardziej planowych do głębszych warstw sięgających 1200 m.
Okres I wojny światowej przerywa działalność kopalni w Harklowej. Z kolei w okresie międzywojennym następuje dynamiczny rozwój wydobycia ropy i tak w 1926 osiąga ogółem 7488 ton. Całkowity urobek ze złoża Harklowa w latach 1874–1928 z 210 otworów wyniósł 165 tys. ton. Powstają nowe podmioty zajmujące się wydobyciem ropy jak spółka Ropita działająca w latach 1921–1939. Podczas okupacji niemieckiej (1939-1945) kopalnię harklowską włączono do koncernu Beskiden.
Po zakończeniu wojny w 1945 upaństwowioną kopalnię przejął w zarząd Państwowy Urząd Naftowy w Krośnie a w latach następnych podlegała pod Kopalnictwo Naftowe w Jaśle, Kopalnictwo Naftowe w Gorlicach, Kopalnictwo Naftowe w Krośnie i Oddział Wydobywczy w Sanoku. W latach powojennych prowadzono głównie prace poszukiwawcze na macierzystym złożu Harklowa zakończone kolejnymi odwiertami ale bez większych sukcesów. Dalsza intensyfikacja wierceń w latach 1977-1986, zwłaszcza na większych głębokościach sięgających 2350 m doprowadziła do odkrycia dwóch nowych złóż Podlas - N i Podlas - S. Pod koniec XX wieku z uwagi na wyczerpanie złoża rozpoczęto stopniową likwidację szybów. We wrześniu 2006 znajdowało się w eksploatacji 34 odwierty. Do 2006 ze złoża Harklowa wydobyto w sumie 0,46 mln ton ropy naftowej licząc od początku istnienia kopalni. Eksploatację gazu ziemnego towarzyszącego ropie zakończono w latach 1970.

## Religia
Dominującą wspólnotą religijną w Harklowej są wyznawcy kościoła rzymskokatolickiego. Pierwotnie Harklowa należała do utworzonej w 1326 parafii Sławęcin. Po przeniesieniu wsi na prawo magdeburskie w 1363 przeznaczono pod budowę kościoła jeden łan gruntu. W 1373 wydzielono parafię Harklowa. Długosz wspomina, że za jego czasów był w Harklowej kościół. Pierwszy kościół parafialny zapewne drewniany powstał na przełomie XIV i XV wieku. W 1860 chylącą się ku upadkowi świątynię zastąpiono nową. Wybudowano mały drewniany jednonawowy kościół z przedsionkiem zbitym z desek i małą zakrystią. W 1889 powiększono zakrystię. 21 lipca 1894 spłonął doszczętnie. Część uratowanego wyposażenia przeniesiono później do nowego kościoła. Nową murowaną świątynię zbudowano staraniem proboszcza Stanisława Hańskiego i ofiarności społeczeństwa w latach 1894–96. Powstała budowla jednonawowa na planie krzyża z trzema ołtarzami. Obok postawiono murowaną dzwonnicę z dwoma dzwonami: jeden z 1594, drugi z czasów późniejszych. Kościół konsekrował w 1906 biskup Karol Fischer i pozostał pod wezwaniem św. Doroty. W 1959 wykonano polichromię, rok później konsekrowano nowe dzwony (poprzednie w czasie wojny zabrali Niemcy), a w latach 1965–66 odnowiono ołtarze, chór oraz wstawiono okna witrażowe. Nowy cmentarz założono w 1972.

## Zabytki i obiekty historyczne
Obiekty wpisane na listę zabytków województwa podkarpackiego:
- Kościół parafialny p.w. św. Doroty wraz z dzwonnicą wpisany do rejestru zabytków pod numerem A-199 dnia 5 kwietnia 1990 roku Osobny artykuł: Kościół św. Doroty w Harklowej.
- pozostałości zespołu dworskiego
  - brama wjazdowa z XVII w. wpisana do rejestru zabytków pod numerem A-744 z 16.06.1994, A-840/M
  - lamus z 1 poł. XVII (1880), wpisany do rejestru zabytków pod numerem A-730 z 18.02.1994 i A-841/M

Obiekty ujęte w gminnej ewidencji zabytków:
- Cmentarz z okresu I wojny światowej (z Okręgu Cmentarnego nr II Jasło)

- Cmentarz rzymskokatolicki
- Drewniana kapliczka datowana na lata 1875–1899
- Park o powierzchni 2,5 ha

Obiekty historyczne:
- Pomnik poświęcony polskim i radzieckim partyzantom poległych w latach 1939–45 na ziemi jasielskiej, w formie wysokiej betonowej iglicy, znajdujący się w centrum wsi, odsłonięty 22 lipca 1974 roku[23], zburzony w 2018 roku.
- Pomnik ofiar II wojny światowej na cmentarzu parafialnym, odsłonięty w 1947 roku

 Zabytki i obiekty historyczne – galeria 

Kościół św. Doroty
Dzwonnica
Cmentarz wojenny nr 15
Pomnik ofiar II wojny światowej na cmentarzu
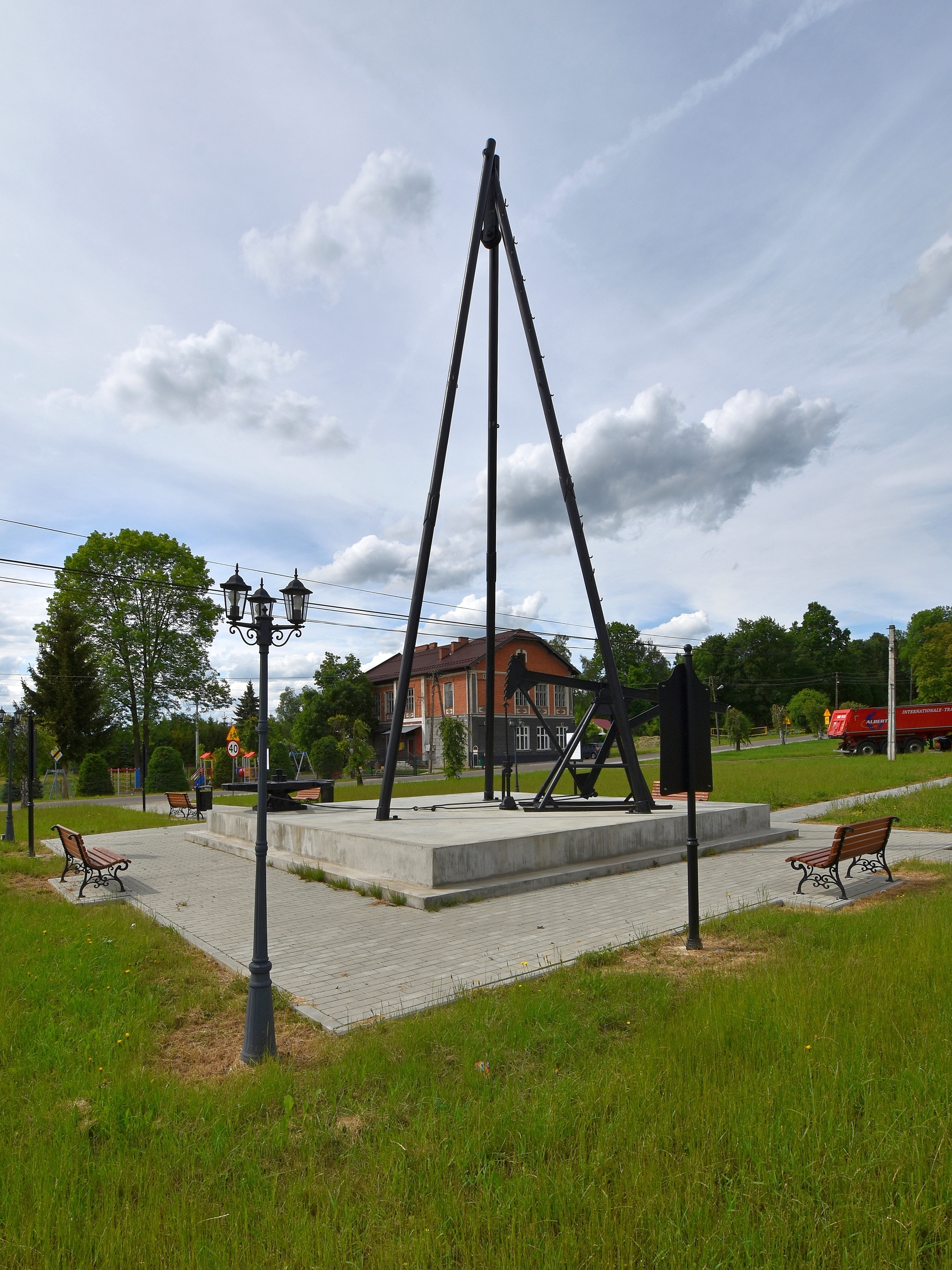
Pomnik w centrum wsi
Kapliczka z XIX wieku

## Turystyka
Przez Harklową przebiegają następujące szlaki turystyczne:
- Transgraniczny Szlak Naftowy - który łączy ze sobą miejsca związane z narodzinami i historią przemysłu naftowego; w Harklowej, gdzie rozpoczyna się na terenie województwa podkarpackiego, znajdują się szyby naftowe, budowle oraz sprzęt wiertniczy[24].
- Szlak Frontu Wschodniego I Wojny Światowej – szlak łączy zabytki i miejsca związane z I wojną światową (w Harklowej: Cmentarz nr 15)

## Związani z Harklową
- Aleksandra Dranka – (1903–2014), polska superstulatka, do 29 kwietnia 2014 była najstarszą żyjącą osobą w Polsce.
- Wojciech Kosiba – (1901–1975), działacz komunistyczny, poseł na Sejm PRL I kadencji (1952–1957). Pochodził z Harklowej.